# Vata
Vata (njem. die Watte) je prozračni materijal, koji se radi od vlakana i koristi se u medicinske i kozmetičke svrhe. 
Izumljen je ranih sedamdesetih godina 20. stoljeća i postoji u raznolikim oblicima i svakojakih osobinama. Radi se kako od prirodnih, tako i od umjetnih materijala. Sama vata predstavlja specifičan materijal, precizno opisan kao labava mreža međusobno povezanih vlakana i filamenata. Niska gustoća tog materijala, odnosno njegova velika zapremnina u odnosu na masu, potječe od takozvane upijajuće strukture, kao kod spužve. Zbog takve strukture, vata se često naziva i jastučićima. 
Sastav materijala od kojeg se radi ovaj kozmetički i medicinski pribor najčešće uključuje celulozna vlakna, pamuk, viskozu ili sintetička vlakna poput poliestera. Osim kemijskom analizom, sastav vate može se odrediti sagorijevanjem. Ako je dim koji nastane izrazito neugodnoga mirisa, ona je od umjetnoga materijala. Nasuprot tome, dim nastao sagorijevanjem pamuka manje je neugodan.
U medicini, vuneni jastučići služe u svrhu sprečavanja krvarenja iz malih rupica nastalih primanjem injekcije, pri čemu se moraju pričvrstiti rukom ili medicinskom trakom. Njima se, ako se prethodno natope vodom, alkoholom, hidrogenom ili drugim dezinfekcijskim sredstvom, mogu čistiti rane, dok nije isključena ni upotreba u svrhu zaštite ušnog kanala. U krajnjoj liniji, posebna vrsta vate služi za sakupljanje pljuvačke radi njene analize, dok se vuneni jastučići stavljaju u prazne bočice za lijekove kako bi sakupljali vlagu koja na lijekove negativno utječe.
S druge strane, vata ima široku primjenu na polju kozmetike. Korisnik je natapa tekućinama za uklanjanje prištića, mitisera i ostalih nesavršenosti, a zatim njome trlja lice. Na isti način se koriste vate za uklanjanje šminke s lica, jer u suprotnom može doći do raznih oštećenja kože nastalih zbog šminkom zatvorenih pora. Vuneni jastučići su meki, te se mogu koristiti i za čišćenje beba i dojenčadi. Mogu se staviti između nožnih prstiju prilikom bojenja noktiju ili se umočiti u mlijeko i utrljati ga na kapke radi smanjenja eventualne nadutosti očiju. 